# Ellen Linnenbank
Ellen Linnenbank (6 augustus 1972) is een Nederlands oud-langebaanschaatsster.
In 1991 startte Linnenbank op de Wereldkampioenschappen schaatsen junioren 1991.
Van 1990 tot 1995 nam Linnenbank meermaals deel aan de NK Afstanden, in 1993 aan de NK Sprint en in 1994 aan het NK Allround, allen in de middenmoot.

## Persoonlijke records[3]
| Afstand    | Tijd    | Datum        | Baan    |
| ---------- | ------- | ------------ | ------- |
| 500 meter  | 42,49   | 1 maart 1991 | Calgary |
| 1000 meter | 1.23,50 | 1 maart 1991 | Calgary |
| 1500 meter | 2.07,86 | 1 maart 1991 | Calgary |
| 3000 meter | 4.34,56 | 1 maart 1991 | Calgary |
| 5000 meter | 7.57,70 | 5 maart 1991 | Calgary |